# کارول (شهرستان قدم‌جای)
کارول (به لاتین: Karool) یک روستا در قرقیزستان است که در شهرستان قدم‌جای واقع شده‌است. کارول ۵۱۵ نفر جمعیت دارد.